# Satyawan
Satyawan (ur. 25 listopada 1964) – indyjski zapaśnik walczący w stylu wolnym. Olimpijczyk z Seulu 1988, gdzie odpadł w eliminacjach w kategorii 68 kg.
Czwarty na igrzyskach azjatyckich w 1986 i piąty w 1990. Srebrny medalista mistrzostw Azji w 1987. Brązowy medal na igrzyskach wspólnoty narodów w 1990. Mistrz Wspólnoty Narodów w 1989, a trzeci w 1985 i 1991. Zwycięzca Igrzysk Azji Południowej w 1985 i 1989 roku.
- Turniej w Seulu 1988

Przegrał z zawodnikiem RFN Alexandrem Leipoldem i Mongołem Chenmedechijnem Amaraą.
W roku 1989 został laureatem nagrody Arjuna Award.